# Haminoea
A Haminoea a közepes méretű tengeri csigák vagy buborékcsigák, azaz tengeri puhatestű csigák neme a Haminoeidae családban, a haminoea buborékcsigák csoportjában, ami a Cephalaspidea klád része, a fejpajzsú csigák és buborékcsigák kládja.
Erre a nemre kétszáz év alatt három különböző írásmódot alkalmaztak (Haminoea, Haminea, Haminaea) Az ICZN végül eldöntötte, hogy a helyes írásmód a Haminoea.
Sok fajnak ezen a nemen belül van zöld alga a házán. A fejpajzs hátsó hegye kétteknőjű, kivéve a Haminoea elegans-nál.

## Fajok
A Haminoea nemen belüli fajok:
- Haminoea alfredensis P. Bartsch, 1915 - Elterjedés: Dél-Afrika, Hossz: 9–17 mm, Leírás: van egy vastag raduláris szalagja körülbelül 40 foggal minden félsorban, áttetsző zöldes színű, sárga-narancssárga pöttyökkel.
- Haminoea angelensis F. Baker & G. D. Hanna, 1927 - Elterjedés: Kaliforniai-öböl, Mexikó, Hossz: 7 mm.
- Haminoea antillarum d’Orbigny, 1841 - Antilles Glassy-bubble, Antilles Paper-bubble - Elterjedés: Florida, Karib-tenger, Brazília. Hossz: 12–20 mm.
  - Haminoea antillarum guadaloupensis Sowerby II, 1868 - Elterjedés: Florida, Kuba, Guadaloupe, Hossz: 12–18 mm, Leírás: zöldessárga színű gömbszerű ház, hosszanti csíkokkal fedve; fehér-zöld köpeny, apró fekete pöttyökkel.
- Haminoea brevis Quoy & Gaimard, 1833 - Elterjedés: Ausztrália
- Haminoea calledegenita Gibson & Chia, 1989 - Elterjedés: Nyugat-Amerika, Leírás: mélyen kettéágazó fejpajzsa van.
- Haminoea crocata
- Haminoea curta A. Adams, 1850 - Elterjedés: Csendes-óceán
  - Haminoea cyanomarginata Heller & Thompson, 1983
    - Elterjedés: Görögország, Törökország, Olaszország, Vörös-tenger.
    - Hossz: 20 mm
    - Leírás: tejfehér köpeny, amit a parapódián, fejpajzson és az infrapalliális teknőn egy lila vonal határol.

  - Haminoea cymbalum Quoy & Gaimard, 1833
    - Elterjedés: Nyugat-Csendes-óceán, Indonéziától Hawaii-ig, Japán
    - Hossz: 13–20 mm
    - Leírás: áttetsző, zöldes színnel (amit a zöldes alga okoz), világosbarna pöttyökkel díszítve, fehér körvonallal, és sötétebb barna pöttyökkel; a színben széles ingadozás lehet. Ez a faj eléggé ritka, de mindig nagy felhalmozódásban található.

  - Haminoea cymbiformis Carpenter, 1856
    - Elterjedés: Mexikó

  - Haminoea elegans Gray, 1825
    - Elterjedés: Nyugat-Afrika, Florida, Karib-tenger, Venezuela, Kolumbia, Brazília
    - Hossz: 23.5 mm
    - Leírás: 34 méteres mélységig található; áttetsző köpeny fekete és barna foltokkal; a fejpajzs hátsó része nem kétteknőjű; spirálbarázdás ház.

  - Haminoea ferruginosa A. Adams, 1850
    - Elterjedés: Indiai-óceán

  - Haminoea fusari Alvarez, E.F.García, & Villani, 1993
  - Haminoea fusca Pease, 1863
    - Elterjedés: Indo-Csendes-óceán
    - Hossz: 25 mm
    - Leírás: a ház színe zöldestől barnáig, valamint világosliláig változhat.

  - Haminoea galba W. H. Pease, 1861
    - Elterjedés: Indo-Csendes-óceán

  - Haminoea glabra A. Adams, 1850
    - Elterjedés: Yukatán, Panama
    - Hossz: 4,3 mm

  - Haminoea gracilis G. B. Sowerby III, 1897
    - Elterjedés: Dél-Afrika
    - Hossz: 10–14 mm

  - Haminoea guildingii Swainson, 1840
  - Haminoea hydatis Linnaeus, 1758
    - Elterjedés: Délnyugat-Nagy-Britannia, Írország, Franciaország és a Földközi-tengertől, Madeirától és a Kanári-szigetektől délre; Ascension-sziget, St.Helena, Afrika nyugati partja
    - Hossz: 8–30 mm (shell: 15 mm)
    - Leírás: törékeny ház, amit a köpeny és a parapódiális teknő takar. Növényevő, sötétbarna.
- Haminoea japonica Pilsbry, 1895
- Haminoea margaritoides Kuroda & Habe, 1971 - Elterjedés: Japán, Hossz: 7 mm
- Haminoea maugeansis Burn, 1966 - Elterjedés: Tasmánia
- Haminoea natalensis C. F. Krauss, 1848 - Elterjedés: Dél-Afrika, Hossz: 6 mm, Leírás: széles raduláris szalag minden félsorban 7 foggal.

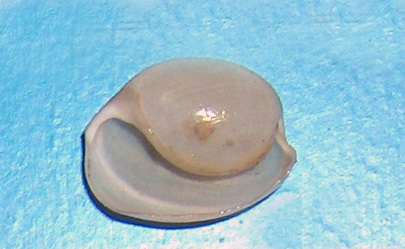
Egy Haminoea navicula háza

- - Haminoea navicula da Costa, 1778 - Elterjedés: Délnyugat-Nagy-Britannia, délre a Földközi-tengertől, az Ascension-sziget, St.Helena; Franciaország és Spanyolország Atlanti- és Földközi-óceáni partjai; Fekete-tenger, Hossz: 70 mm-ig (kagyló: 32 mm), Leírás: nagyobb faj, nehezebb és sötétebb-fehér házzal; fejpajzs kis, csápszerű nyúlványokkal elöl. Sáros homokon található, különösen Zostera között. Nem tud úszni. Ez a faj képes a környezetéhez igazítani színét. El tudja fedni a színpigmentjeit (vagy melanofórákat). A bőr színe változhat sötétbarnából fehérbe négy-öt órán belül.(Edlinger, Malacologia 22; 1982)
  - Haminoea orbignyana A. de Férussac, 1822 -
    - Elterjedés: France to West Africa; Mediterranean, Eastern Atlantic
    - Hossz: 7 mm

  - Haminoea orteai F. G. García Talavera, Murillo, & Templado, 1987
    - Elterjedés: Southern Spain

  - Haminoea ovalis Pease, 1868
    - Elterjedés: trópusi Nyugat-Csendes-óceán
    - Hossz: 10 mm
    - Leírás: áttetsző test, narancssárga-lila foltokkal.

  - Haminoea padangensis Thiele, 1825
    - Elterjedés: Nyugat-Csendes-óceán
    - Hossz: 11 mm

  - Haminoea peruviana d’Orbigny, 1842
    - Elterjedés: Peru
    - Hossz: 11 mm

  - Haminoea petiti d’Orbigny, 1841 
    - Elterjedés: Karib-tenger, Florida, Kolumbia, Brazília
    - Hossz: 12 mm

  -  Haminoea pygmaea A. Adams, 1850
    - Elterjedés: Japán

  -  Haminoea solitaria T. Say, 1822 Elterjedés: Kanada, Massachusettstől Floridáig
    - Hossz: 8–19 mm
    - Leírás: gyakori buborékcsiga; hosszúkás, sima ház; kékesfehértől sárgásbarnáig

  -  Haminoea strongi Baker & Hanna, 1927
    - Elterjedés: Kaliforniai-öböl, Mexikó
    - Hossz: 14 mm

  -  Haminoea succinea (T.A. Conrad, 1846)
    - Elterjedés: Karib-tenger, Florida, Kolumbia, Venezuela, Bermuda
    - Hossz: 12 mm

  -  Haminoea taylorae E. J. Petuch, 1987
    - Elterjedés: Karib-tenger

  -  Haminoea tenera A. Adams, 1850
    - Elterjedés: Ausztrália

  -  Haminoea vesicula A. A. Gould, 1855
    - Elterjedés: Nyugat-Amerika, Alaszka, Kaliforniai-öböl, Mexikó
    - Hossz: 19 mm
    - Leírás: sáros síkságokon gyakori; a fejpajzs középhátsó része behorpadt; barna vagy zöldessárga kagyló; nagy, hordó alakú testörv, amit rozsdás periosztrakum takar; beesett csúcs; hosszú nyílás; a külső perem fokozatosan szélesedik; a csiga nem tud teljesen visszamenni házába.

  -  Haminoea virescens Sowerby, 1833
    - Elterjedés: Északnyugat-Amerika, Puget Soundtól a Kaliforniai-öbölig.
    - Hossz: 13–19 mm
    - Leírás: Vékony, törékeny ház ovális és sárgászöld; behorpadt csúcs, kis perforációval; nagy nyílás; vékony külső perem

  -  Haminoea wallisi Gray, 1825
    - Elterjedés: Ausztrália

  -  Haminoea zelandiae Gray, 1843
    - Elterjedés: Új-Zéland
    - Hossz: 30 mm (shell: 20 mm)
    - Leírás: nagyon gyakori; áttetsző ház változó színekkel, amik fakó, feketén pöttyözött színből egynemű feketébe mennek át; a parapódia a ház nagy részét eltakarja.

## Fordítás
- Ez a szócikk részben vagy egészben  a   Haminoea című angol Wikipédia-szócikk fordításán alapul.  Az eredeti cikk szerkesztőit annak laptörténete sorolja fel. Ez a jelzés csupán a megfogalmazás eredetét és a szerzői jogokat jelzi, nem szolgál a cikkben szereplő információk forrásmegjelöléseként.